# Hinteregg (Fraktion, Gemeinde Matrei in Osttirol)

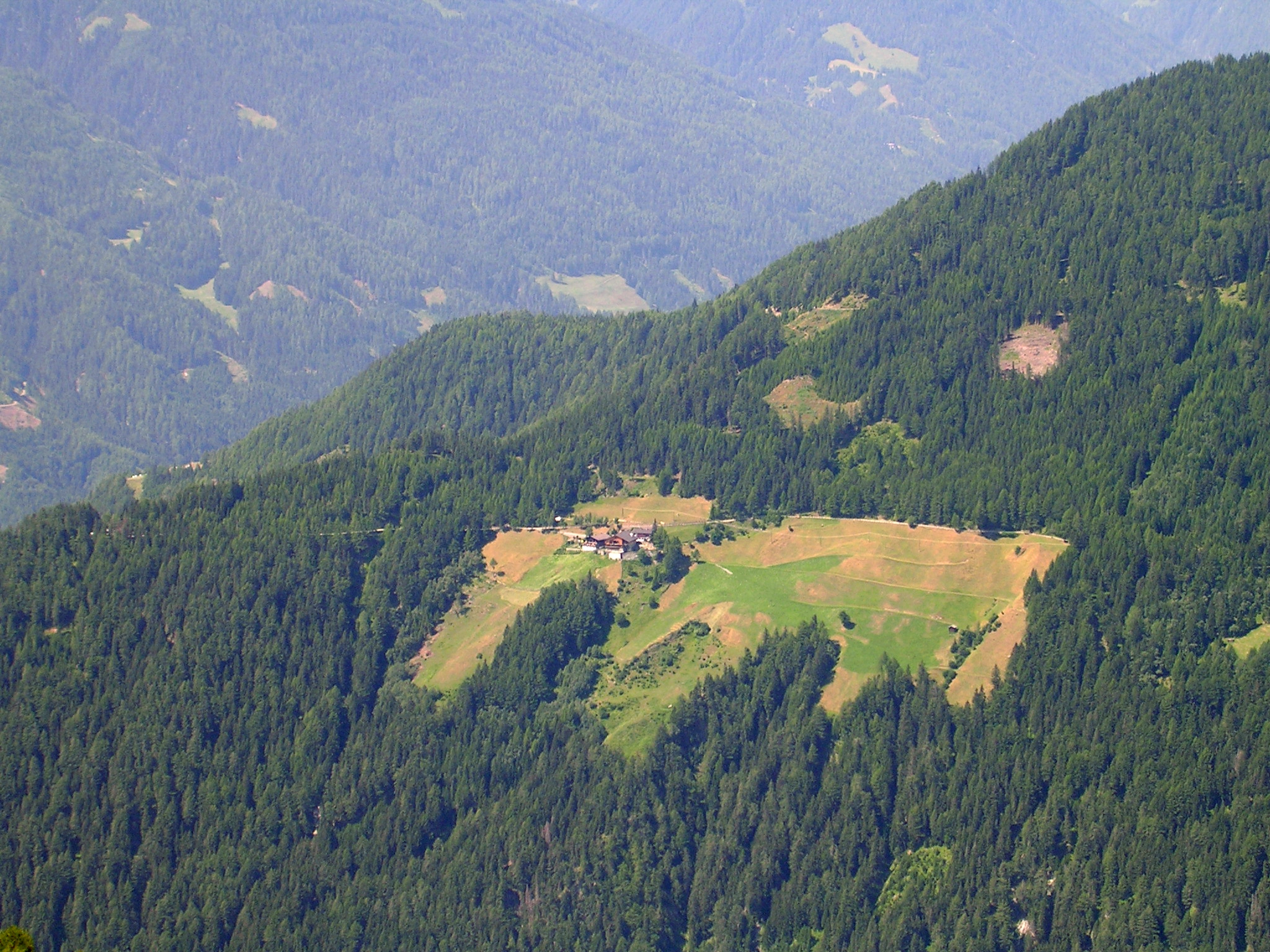
Strumerhof

Hinteregg ist eine Fraktion der Gemeinde Matrei in Osttirol. Die Ortschaft liegt oberhalb des Matreier Talkessels und wurde am 1. Jänner 2024 von 9 Menschen bewohnt. Damit stellt der Ort eine bevölkerungsmäßig sehr kleine Fraktion von Matrei in Osttirol dar. Die Fraktion besteht aus dem Weiler Hinteregg und dem Einzelhof Strumer.

## Geographie
Hinteregg liegt am Westabhang des Hintereggkogels nordöstlich des Ortszentrums des Markts Matrei in Osttirol. Die Fraktion ist Teil der Katastralgemeinde Matrei in Osttirol Land und besteht aus wenigen Häusern, wobei die nah aneinander liegenden Bauernhöfe Kaisen und Stöffler mit der Kapelle in 1.430 Metern sowie ein nördlich gelegenes Wohnhaus den Weiler Hinteregg bilden. Südlich des Weilers befindet sich zudem der Einzelhof Strumer mit dem gleichnamigen Gasthaus Strumerhof (1.445 Meter). Hinteregg ist lediglich über eine Straße von Zedlach aus zu erreichen, zum unterhalb von Hinteregg befindlichen Prossegg besteht keine Straßenverbindung.

## Geschichte
Hinteregg gehörte immer zu den kleinsten Fraktionen von Matrei in Osttirol und bestand 1869 aus sieben Häusern, in denen 19 Menschen lebten. Bis zur Volkszählung 1890 hatten sie sich stark verringert, wobei nur noch 9 Menschen in sechs Häusern gezählt wurden.